# تیت لیلئورگ
تیت لیلئورگ (استونیایی: Tiit Lilleorg; ۲۵ نوامبر ۱۹۴۱ – ۱۵ ژانویهٔ ۲۰۲۱) بازیگر تئاتر، سینما و تلویزیون اهل استونی بود.
در دسامبر ۲۰۲۰، لیلئورگ پس از مثبت شدن آزمایش کووید ۱۹ در طول دنیاگیری کووید-۱۹ در استونی در بیمارستان بستری شد. او در ۱۵ ژانویه ۲۰۲۱ در تارتو در سن ۷۹ سالگی بر اثر این ویروس درگذشت.